# Espectroscòpia atòmica
L'espectroscòpia atòmica és l'estudi de la radiació electromagnètica absorbida i emesa pels àtoms. Atès que els elements tenen espectres característics, específicament l'espectre electromagnètic o espectre de masses, s'aplica per a la determinació de la composició elemental. Es pot dividir per la font d'atomització o pel tipus d'espectroscòpia utilitzat. En aquest últim cas, la principal divisió és entre espectrometria òptica i la massa. L'espectrometria de masses en general, dona un rendiment significativament millor, però també és molt més complexa. Aquesta complexitat es tradueix en majors costos de compra, costos operatius més alts, més capacitació dels operadors, i un nombre més gran de components que potencialment poden fallar. A causa que l'espectroscòpia òptica és sovint menys costós i té un rendiment adequat per a moltes tasques, és molt més comú.

## Espectroscòpia òptica
Els electrons existeixen en els nivells d'energia (és a dir, orbitals atòmics) dins d'un àtom. Els orbitals atòmics es quantifiquen, el que significa que hi ha com a valors definits en lloc de ser contínua. Els electrons poden moure's entre els orbitals, però en fer-ho han d'absorbir o emetre energia igual a la diferència d'energia entre els àtoms dels nivells d'energia orbital quantificats específics. En l'espectroscòpia òptica, l'energia absorbida per moure un electró a un nivell més alt d'energia (major orbital) i / o l'energia emesa com l'electró es mou a un nivell d'energia més baixa és absorbida o emesa en forma de fotons (partícules de llum). El tipus d'àtoms presents en una mostra, o la quantitat d'àtoms presents en una mostra es pot deduir del mesurament d'aquests canvis en la longitud d'ona de la llum i la intensitat de la llum.
Espectroscòpia òptica es divideix en l'espectroscòpia d'absorció atòmica i espectroscòpia d'emissió atòmica. En l'espectroscòpia d'absorció atòmica, la llum d'una longitud d'ona per defecte es passa a través d'una col·lecció d'àtoms. Si la longitud d'ona de la llum de la font d'energia correspon a la diferència d'energia entre dos nivells d'energia en els àtoms, serà absorbit una porció de la llum. La diferència entre la intensitat de la llum emesa des de la font i la llum recollida pel detector dona un valor d'absorbància. Aquest valor de l'absorbància es pot usar llavors per determinar la concentració d'un element donat dins de la mostra. La relació entre la concentració d'àtoms, la distància que la llum viatja a través de la col·lecció d'àtoms, i la part de la llum absorbida ve donada per la llei de Beer-Lambert. En l'espectroscòpia d'emissió atòmica, la intensitat de la llum emesa és directament proporcional a la concentració d'àtoms.

## Espectroscòpia de masses
Espectrometria de massa atòmica és similar a altres tipus d'espectrometria de masses, es compon d'una font d'ions, un analitzador de masses i un detector. Identitats dels àtoms determinades per la seva relació massa-càrrega (a través de l'analitzador de masses) i les seves concentracions es determinen pel nombre de ions detectats. Malgrat una considerable investigació ha entrat en la personalització dels espectròmetres de masses per fonts de ions atòmics, és la font de ions que més difereix d'altres formes d'espectrometria de masses. Aquestes fonts d'ions també han atomitzat les mostres, o un pas d'atomització han de tenir lloc abans de la ionització. Les fonts d'ions atòmics són generalment modificacions de les fonts d'àtoms d'espectroscòpia òptica atòmiques.

## Ions i les fonts d'àtoms
Les fonts poden ser adaptades de moltes maneres, però les llistes següents proporcionen els usos generals d'un nombre de fonts. D'aquests, les flames són els més comuns a causa del seu baix cost i la seva simplicitat. Encara que els plasmes acoblats inductivament són menys freqüents, especialment quan s'utilitza amb espectròmetres de masses, són reconeguts per l'excel·lent rendiment analític i la seva versatilitat.
Per a l'espectrometria de massa atòmica, una mostra també ha de ser ionitzat. La vaporització, atomització, i la ionització són sovint, però no sempre, duta a terme amb una sola font. Alternativament, una font pot ser utilitzat per vaporitzar una mostra, mentre que un altre s'utilitza per atomitzar (i possiblement ionitzar). Un exemple, on s'utilitza un làser per vaporitzar una mostra sòlida i un plasma d'acoblament inductiu s'utilitza per atomitzar el vapor.
Amb l'excepció de les flames i els forns de grafit, que s'utilitzen més comunament per l'espectroscòpia d'absorció atòmica, la majoria de les fonts s'utilitzen per a l'espectroscòpia d'emissió atòmica.